# Rašće
Rašće je naseljeno mjesto u sastavu općine Bosanski Novi, Republika Srpska, BiH.

## Stanovništvo
| Rašće              |              |
| godina popisa      | 1991.        |
| Srbi               | 296 (99,33%) |
| Hrvati             | 0            |
| Muslimani          | 0            |
| Jugoslaveni        | 1 (0,33%)    |
| ostali i nepoznato | 1 (0,33%)    |
| ukupno             | 298          |